# 楯状地

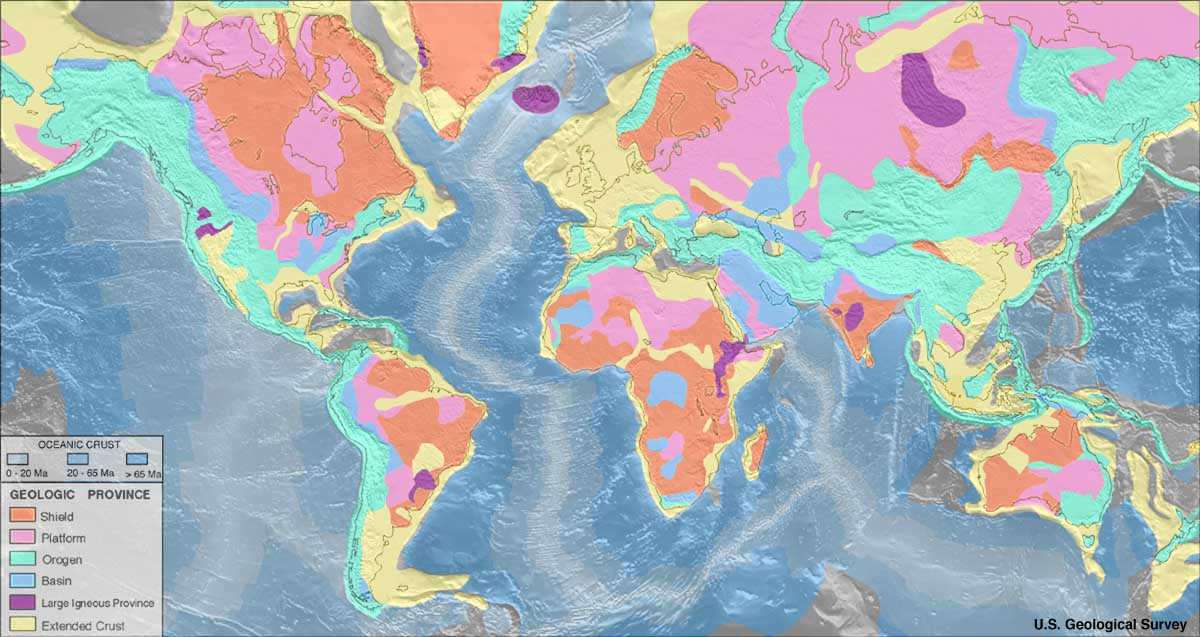
世界の地質学上の領域図（アメリカ地質調査所)
色で示されたのが楯状地の部分である。

楯状地（たてじょうち 、じゅんじょうち、英: shield、盾状地やたて状地とも）とは、一般的に、構造地質学的に安定している、先カンブリア時代の結晶質火成岩と高度変成岩が露出する広い地域を指す。

## 解説
楯状地を構成する岩石は5億7千万年以上前に形成され、時には20億-35億年前のものもある。先カンブリア時代後の地殻変動の影響をほとんど受けず、楯状地の縁辺やプレート境界で見られる地質活動と比べて、造山運動、断層運動や、他の構造運動が非常に少ない、比較的平らな地域である。
"Shield"という英単語は、1901年にエドアルト・ジュースが出版した『Das Antlitz der Erde』（地球の顔）の"schild"というドイツ語の単語を、H.B.C.ソラスが英語に翻訳したものである。
楯状地は、先カンブリア時代の基盤岩 (en:basement rocks) が地表に広範囲に露出した大陸地殻 (continental crust) の一部で、普通トーナライト組成を示す花崗岩や花崗閃緑岩起源の片麻岩からなる広大な地域であり、火山性堆積物や緑色岩の岩石帯から成る堆積岩帯に囲まれる。これらの岩石は緑色片岩 (en:Greenschist)、角閃岩とグラニュライト の変成相を示す。
楯状地は通常、大陸の中核をなし、カンブリア紀の褶曲した岩石によって縁取られている。地質学的に安定していたため、多くは長い間の浸食作用により現在までに準平原となり平坦化されている。しかし、一般に楯を伏せたようにきわめてなだらかな凸面であることが多い。周辺には浸食堆積物で表面が覆われたプラットフォーム（かつて「卓状地」と呼ばれた）が囲んでいる。
卓状地の下の楯状地は正確には結晶質基盤岩と呼ばれるが、水平に近い堆積層で覆われる。いずれにしても大陸地殻の安定陸塊であるクラトンを構成する一部である。そして楯状地の外側には激しい構造運動あるいはプレート運動を示すゾーンがある。これらの地域では数億年前から続く一連の複雑な造山運動が記録されている。

## 主な大陸楯状地
- カナダ楯状地 - 北アメリカ大陸北部、北極
- ブラジル楯状地 (en:Amazonian shield) - 南アメリカ大陸東部。その北はギアナ高地（ギアナ楯状地）に接している。
- ギアナ楯状地 　-　　南アメリカ大陸北部
- バルト楯状地 (en: Baltic Shield) - ノルウェー東部、フィンランド、スウェーデン
- ウクライナ楯状地 - ウクライナ中部
- アフリカ楯状地 (en:African Shield) - アフリカ
- オーストラリア楯状地 (en:Australian Shield) - オーストラリア西部
- アラビア楯状地 (en:Arabian-Nubian Shield) - アラビア半島西部
- 南極楯状地 (en:Antarctic Shield) - 南極大陸
- アジアでは、中国と北朝鮮の地域が時々「China-Korean Shield」と呼ばれる - シナ地塊 (en:North_China_Craton)
- 西のエニセイ川 (Yenisey) 、東のレナ川 (Lena) 、北の北極海、そして南のバイカル湖に囲まれている地域が時々「Angaran Shield」（アンガラ楯状地）とも呼ばれる - シベリア大陸もしくはシベリア卓状地（アンガラランド） (en:Siberia (continent))

## 「楯状地」と「盾状地」
朝野洋一「盾状地考」（『茨城大學政経學會雑誌』Vol.74、p64、2004年）においては「盾状地」と表記されている。その理由を朝野は、漢和辞典によれば「楯」は源平合戦で船縁に立てるなどした木製の板であり、「盾」はギリシャやローマの戦士が腕に通して身を守るものでやや内側に湾曲しており、後者の「盾」のほうが地形の表現としては適切であるからだとしている。しかし、楯も盾も漢字的には同じで東洋・西洋の区別を付けない見方がある。
ウィキペディア日本語版の検索結果では「盾状地」より「楯状地」の表記のほうが多いため、本項目名は「楯状地」と表記する。